# Simon Petrus van Leeuwen
Simon Petrus van Leeuwen (Gouda, 19 april 1879 – Zwolle, 6 juni 1950) was een Nederlands componist en dirigent.

## Levensloop
Van Leeuwen was vanaf 1915 kapelmeester van het stafmuziek van het 2e Regiment Infanterie. In 1923 werd hij opvolger van Friedrich H.E. Bicknese (1863 – 1937) als dirigent van de Johan Willem Friso Kapel te Assen en bleef in deze functie tot hij in 1939 met pensioen ging. Hij was een kundig en gevreesd dirigent. Zijn navolger bij de Johan Willem Friso Kapel werd toen A. A. Langeweg.
Naast de militaire kapel was van Leeuwen in de amateuristische muziekbeoefening bezig, zowel als dirigent alsook als jurylid. Zo was hij dirigent van de Kerkelijke Harmonie "St. Joseph" Weert te Weert (1925-1945), de Koninklijke Orkestvereniging Thomas a Kempis Zwolle (1948-1949) en het Gemengd Koor Assen (1925-1930).Hij werd ook dirigent van de Koninklijke Harmonie van Horst (1938-1947)
Hij was getrouwd met Jacoba Maria Koreman (Rotterdam (Delfshaven), 31 oktober 1884 - Sittard, 17 februari 1970) en hadden samen twee kinderen. 
Beide echtelieden liggen begraven te Zwolle.

## Composities

### Werken voor harmonie- en fanfareorkest
- 1939 Olympia
- 1946 Oost-West Marsch
- 1949 Con Amore Ouverture
- 1950 Floralia, ouverture
- 1951 Bonne fortune, ouverture
- 1952 Picknick Marsch
- 1952 Veluwe-Klanken, ouverture
- Boven de sterren, paraphrase
- Brandweermarsch
- Carpe Diem, ouverture
- De kampioen, mars
- De Posthoorngalop, voor trompet solo en harmonieorkest
- Douces pensées, mazurka de concert
- Het commando (Mars van het Regiment Stoottroepen Prins Bernhard te Assen)
- Hoek van Holland, mars
- Hollands Vreugd - Volksliederenmarsch
- La palme d'honneur - De eerepalm, mars, op. 32
- Limburgs Trouw, mars
- Métropole marche, op. 40
- Morgengloren, ouverture
- Neerlands Jubelmars
- Parafrase over "Boven de Sterren"
- Steeds vooraan! (Toujous en Tête) (Mars van het Regiment Infanterie Johan Willem Friso te Assen (1e Regiment Infanterie))
- St. Josephs-gezellen, mars
- Ter Herdenking
- Tip-Top
- Vita Nova Marsch

### Kamermuziek
- 1900 Caprice mélancolique, voor viool en piano

### Werken voor piano
- 1922 Jubileummarsch gecomponeerd ter gelegenheid van het 12,5-jarig bestaan met gebruikmaking van het clublied 'Vereeniging Ermezo'
- Hoek van Holland, mars

### Werken voor accordeon
- Hoek van Holland